# سلامة بنت حمدان آل نهيان
سلامة بنت حمدان آل نهيان امرأة إماراتية زوجة محمد بن زايد آل نهيان، رئيس دولة الإمارات العربية المتحدة وحاكم أبو ظبي. وهي معروفة بأنشطتها الخيرية ورعايتها للفنون.

## سيرة شخصية
سلامة بنت حمدان هي من نساء الأسرة الحاكمة في أبو ظبي، آل نهيان. كان والدها الشيخ حمدان بن محمد آل نهيان نائبًا سابقًا لرئيس الوزراء الإماراتي.
هي مؤسسة ورئيسة مؤسسة خيرية باسمها مؤسسة سلامة بنت حمدان آل نهيان، ومقرها أبو ظبي. وهي أيضًا رئيسة لجنة مضيف فن أبوظبي. هي صاحبة العديد من اللوحات الهامة التي أنتجها بابلو بيكاسو ورودولف إرنست وكذلك اللوحات المصرية الحديثة بالإضافة إلى الخزف الإسلامي. في عام 2010، اشترت عملاً لدامين هيرست من معرض المكعب الأبيض مقابل 4 ملايين دولار.
وتشمل أدوارها العامة الأخرى رئيسة الاتحاد النسائي العام، ورئيس المجلس الأعلى للأمومة والطفولة، والرئيس الأعلى لمؤسسة التنمية الأسرية. حازت على جائزة شخصية المرأة للعام 2011 من معهد جوائز التميز في الشرق الأوسط وجائزة الشارقة للعمل التطوعي عام 2012. كانت من بين أقوي 50 امرأة في مجلة حشد فيما يتعلق بأنشطتها في الفن والثقافة في الشرق الأوسط.

## الزواج والأطفال
في عام 1981 تزوجت سلامة بنت حمدان من محمد بن زايد آل نهيان وأنجبت منه تسعة أبناء وأربعة أبناء وخمس بنات. لديهم أيضا ابنتان بالتبني و 16 حفيدا.
- الشيخة مريم
- الشيخ خالد
- الشيخة شمسة
- الشيخ ذياب
- الشيخ حمدان
- الشيخة فاطمة
- الشيخة شما
- الشيخ زايد
- الشيخة حصة
- أمينة - ابنة بالتبني
- صالحة - ابنة بالتبني

## روابط خارجية
- | - ع - ن - ت أقران ملوك حاليون [الإنجليزية]                                                   | - ع - ن - ت أقران ملوك حاليون [الإنجليزية]                                                                                                                                              |
| -------------------------------------------------------------------------------------------- | --- |
| أفريقيا                                                                                      | - سلمى بناني - 11 زوجة - ماسينات موهاتو سايسو |
| آسيا                                                                                         | - سلامة بنت حمدان - رانيا العبد الله - ماسكو - سوثيدا - سبيكة بنت إبراهيم - نورية صباح السالم الصباح - جواهر بنت حمد - عهد بنت عبد الله - صالحة - جيتسون بيما - زاريث صوفيا - عدة زوجات |
| أوروبا                                                                                       | - كاميلا - سونيا - سيلفيا - ماكسيما - ماتيلد - ماريا تيريزا - ليتيزيا - شارلين - بريجيت ماكرون                                                                                          |
| أمريكا الشمالية                                                                              | - كاميلا |
| أوقيانوسيا                                                                                   | - ناناسيباو - كاميلا |
| انظر أيضاً : قائمة الملوك الحاليين للدول ذات السيادة - تصنيف:أقران ملكيون - تصنيف:عقيلات ملوك | |